# Isle of Grain
Isle of Grain è un villaggio e parrocchia civile dell'Inghilterra, appartenente alla contea del Kent.